# Citharoides macrolepis
Citharoides macrolepis is een straalvinnige vissensoort uit de familie van cithariden (Citharidae). De wetenschappelijke naam van de soort is voor het eerst geldig gepubliceerd in 1904 door Gilchrist.